# جووکلوچ
جووکلوچ (به لهستانی:  Dziewoklucz) یک روستا در لهستان است که در گمینا بوزنگ واقع شده‌است.